# Repsimus aeneus
Repsimus aeneus är en skalbaggsart som beskrevs av Fabricius 1775. Repsimus aeneus ingår i släktet Repsimus och familjen Rutelidae. Inga underarter finns listade i Catalogue of Life.